# Ergocalciferol
Ergocalciferol, còn được gọi là vitamin D2 hoặc calciferol, là một loại vitamin D có trong thực phẩm và được sử dụng như một chất bổ sung trong chế độ ăn uống. Nếu đóng vai trò là chất bổ sung, chúng được sử dụng để ngăn ngừa và điều trị bệnh thiếu vitamin D. Các bệnh này cũng bao gồm thiếu hụt vitamin D hấp thu kém của ruột hoặc bệnh gan. Chúng cũng có thể được sử dụng để điều trị calci trong máu thấp do suy tuyến cận giáp. Thuốc được dùng qua đường miệng hoặc tiêm vào cơ bắp.
Dùng thuốc quá liều có thể dẫn đến tăng sản xuất nước tiểu, huyết áp cao, sỏi thận, suy thận, suy nhược và táo bón. Nếu dùng liều cao trong một thời gian dài, vôi hóa mô cũng có thể xảy ra. Các chuyên gia khuyến nghị những người dùng liều cao nên kiểm tra nồng độ calci trong máu thường xuyên. Liều bình thường là an toàn trong thai kỳ. Thuốc này hoạt động bằng cách tăng lượng calci hấp thụ bởi ruột và thận. Một số thực phẩm, trong đó có nấm, có chứa chất này.
Ergocalciferol lần đầu tiên được mô tả vào năm 1936. Nó nằm trong danh sách các thuốc thiết yếu của Tổ chức Y tế Thế giới, tức là nhóm các loại thuốc hiệu quả và an toàn nhất cần thiết trong một hệ thống y tế. Ergocalciferol có sẵn dưới dạng thuốc gốc và bán sẵn trên quầy. Ở Vương quốc Anh một liều điển hình có giá tại NHS là dưới 10£ cho một tháng. Một số loại thực phẩm như ngũ cốc ăn sáng và bơ thực vật có bổ sung ergocalciferol cũng có sẵn ở một số nước.